# Zevekote
Zevekote (en français : Zevecote ; en latin : Zevecota), est une section de la ville belge de Gistel située en Région flamande dans la province de Flandre-Occidentale. C'était une commune à part entière avant la fusion des communes de 1971.

## Démographie

### Évolution démographique
- Sources : INS, Rem. : 1831 jusqu'en 1970 = recensements, 1976 = nombre d'habitants au 31 décembre[2].

## Personnalités liées à la commune
- Sylvère Maes, né le 22 août 1909 à Zevekote, est un coureur cycliste belge. Il a notamment remporté le Tour de France en 1936 et 1939, et Paris-Roubaix en 1933.